# Diacavolinia
Diacavolinia is een geslacht van weekdieren uit de klasse van de Gastropoda (slakken).

## Soorten
- Diacavolinia angulata (Souleyet, 1852)
- Diacavolinia aspina van der Spoel, Bleeker & Kobayasi, 1993
- Diacavolinia bandaensis van der Spoel, Bleeker & Kobayasi, 1993
- Diacavolinia bicornis van der Spoel, Bleeker & Kobayasi, 1993
- Diacavolinia constricta van der Spoel, Bleeker & Kobayasi, 1993
- Diacavolinia deblainvillei van der Spoel, Bleeker & Kobayasi, 1993
- Diacavolinia deshayesi van der Spoel, Bleeker & Kobayasi, 1993
- Diacavolinia flexipes van der Spoel, Bleeker & Kobayasi, 1993
- Diacavolinia grayi van der Spoel, Bleeker & Kobayasi, 1993
- Diacavolinia limbata (d'Orbigny, 1836)
- Diacavolinia longirostris (Blainville, 1821)
- Diacavolinia mcgowani van der Spoel, Bleeker & Kobayasi, 1993
- Diacavolinia ovalis van der Spoel, Bleeker & Kobayasi, 1993
- Diacavolinia pacifica van der Spoel, Bleeker & Kobayasi, 1993
- Diacavolinia souleyeti van der Spoel, Bleeker & Kobayasi, 1993
- Diacavolinia strangulata (Deshayes, 1823)
- Diacavolinia striata van der Spoel, Bleeker & Kobayasi, 1993
- Diacavolinia triangulata van der Spoel, Bleeker & Kobayasi, 1993
- Diacavolinia vanutrechti van der Spoel, Bleeker & Kobayasi, 1993